# آگوستین آلوارز (بازیکن فوتبال، زاده ۲۰۰۰)
آگوستین آلوارز (انگلیسی: Agustín Álvarez؛ زادهٔ ۸ ژانویهٔ ۲۰۰۰) بازیکن فوتبال اهل آرژانتین است.
از باشگاه‌هایی که در آن بازی کرده‌است می‌توان به باشگاه فوتبال گودوی کروز اشاره کرد.